# Albert Le Bail
Pour les articles homonymes, voir Le Bail.
Albert Le Bail, né le 4 août 1898 à Quimper (Finistère) et mort le 31 août 1952 à Paris, est un avocat et homme politique français d'orientation radicale, député du Finistère de 1932 à 1940.

## Biographie
Fils de Georges Le Bail, maire de Plozévet et parlementaire, et frère de Georges Le Bail-Maignan, Albert Le Bail fait des études de droit, interrompues en 1917 pour s'engager et combattre sur le front. Il les termine docteur en droit et diplômé de l'École libre des sciences politiques. Il devient avocat à la cour d'appel de Paris ; polyglotte, il plaide dans plusieurs pays européens.
En 1929, Albert Le Bail est élu conseiller municipal de Plonéour-Lanvern et devient adjoint au maire. Il est élu député (radical-socialiste) du Finistère en 1932, réélu en 1936. Il fait alors partie en 1936 des quinze députés élus en Bretagne signataires d'un « programme du Front Breton », qui vise alors à créer un groupe parlementaire breton à l'Assemblée nationale, et à défendre des lois en faveur de la régionalisation des institutions ou en faveur de l'enseignement de la langue bretonne
Il siège, pendant ses deux mandats, à la commission de l'Enseignement, des Beaux-Arts et de la Marine. Il consacre son importante activité parlementaire à la défense de la marine marchande, de la pêche, et des producteurs de pommes de terre. En 1936, il entre au conseil d'administration de la Caisse des Monuments historiques.
En 1939, il s'engage de nouveau, combat en Belgique et aux Pays-Bas, puis rentre en France après l'armistice.
Il fait partie des 80 parlementaires les « Quatre-vingts » (dont 7 sur 16 du seul département du  Finistère)  qui refusent de donner les pleins pouvoirs à Pétain en disant non au projet de loi du 10 juillet 1940, qui signifie la fin de la République, le début de l'Etat Français et de la collaboration. Le Général  De Gaulle les citait comme les premiers résistants du sol français après ceux de l'Ile de Sein.
Installé en Bretagne, il participe ensuite à la résistance dans le Finistère et à la libération de la zone Audierne-presqu'île de Crozon.
Délégué à l'Assemblée consultative provisoire en 1944, il est battu aux élections législatives de 1945.
Il épouse Jeanne (dite Jeannette) Cabouat, résistante durant la Seconde Guerre mondiale — dont postérité. Ils divorcent en 1949.

## Publications
- René Madec, soldat de fortune, Nabab et roi des Indes, Berger-Levrault, Paris, 1930.

## Décorations
- Chevalier de la Légion d'honneur
- Croix de guerre 1914–1918
- Croix de guerre 1939–1945